# Delias vietnamensis
Delias vietnamensis is een vlindersoort uit de familie van de Pieridae (witjes), onderfamilie Pierinae.
Delias vietnamensis werd in 2000 beschreven door Monastyrskii & Devyatkin.